# Mittenwalde
Mittenwalde eller Mittenwalde in der Mark, förkortat Mittenwalde (Mark), är en stad i länet Landkreis Dahme-Spreewald i förbundslandet Brandenburg, Tyskland och ligger omkring 35 km söder om Berlin.

## Geografi
Staden ligger i ett huvudsakligen uppodlat slättlandskap på högplatån Teltow söder om Berlin. Söder om den historiska stadskärnan rinner den kanaliserade floden Notte förbi i riktning österut, en biflod till Dahme.

### Administrativ indelning
Staden är en självständig stadskommun och indelas administrativt i:
- Mittenwaldes stadskärna

samt följande mindre orter med status av kommundelar (Ortsteile):
- Brusendorf med Boddinsfelde
- Gallun
- Motzen
- Ragow
- Schenkendorf med Krummensee
- Telz
- Töpchin med Waldeck

## Historia

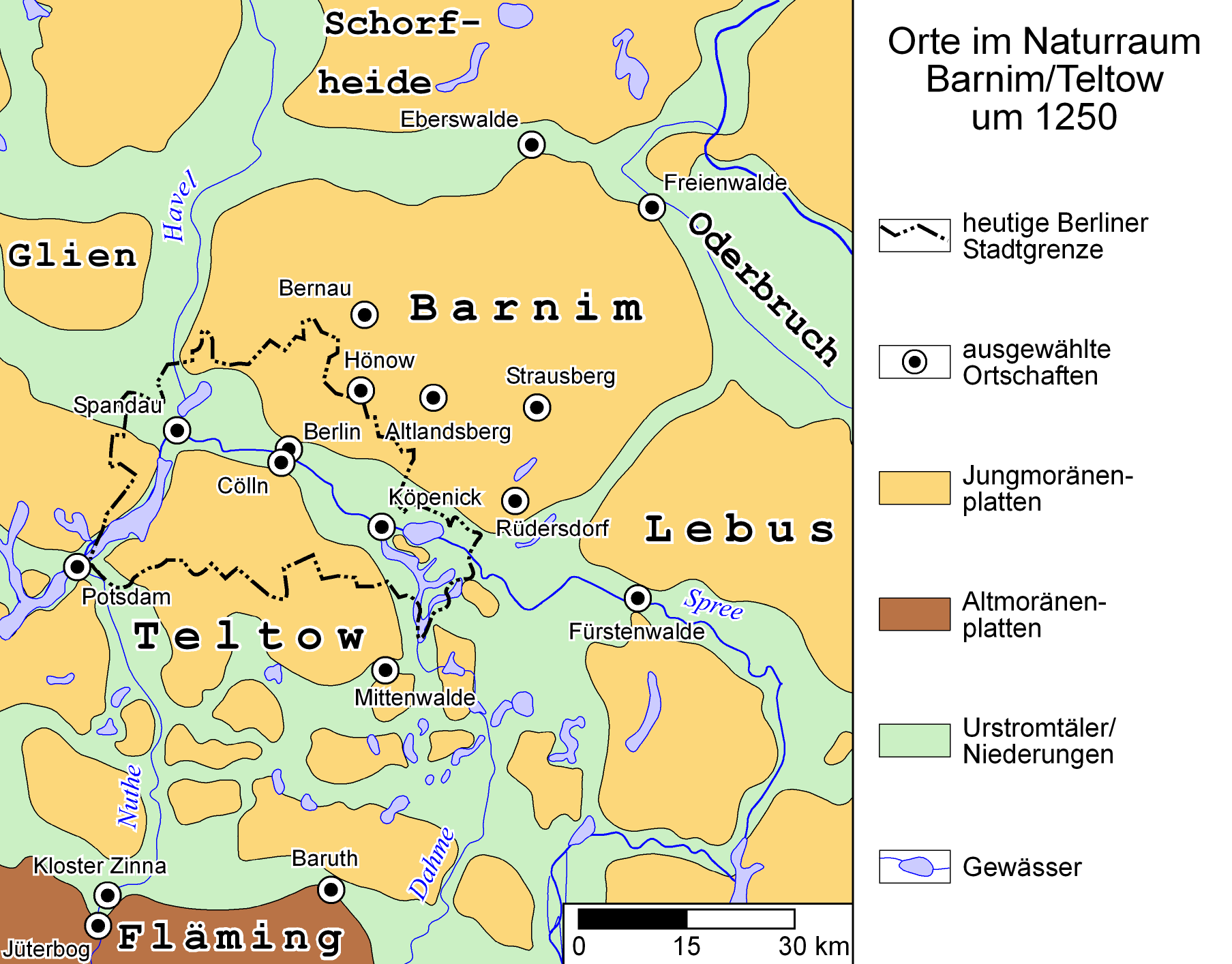
Städer i Brandenburg omkring år 1250. Berlins moderna stadsgräns är markerad i svart på kartan.

Staden grundades i början av 1200-talet, vid en äldre slavisk bosättning och borganläggning. Den utgjorde tillsammans med Köpenick ett av de viktigaste fästena i det omstridda gränsområdet under huset Wettin i markgrevskapet Niederlausitz gentemot huset Askanien i markgrevskapet Brandenburg. Staden tillföll, tillsammans med Köpenick, markgrevskapet Brandenburg efter Teltowkriget omkring år 1245, under Otto III:s och Johan I:s regering. Av den medeltida ringmuren finns idag den norra stadsporten Berliner Tor bevarad, tillsammans med ett torn, Pulverturm (Kruttornet), medan endast arkeologiska spår återstår av borganläggningen vid den södra stadsporten.
Staden ödelades under trettioåriga kriget under första hälften av 1600-talet och förlorade i betydelse under denna tid. Under åren 1651–1657, strax efter kriget, var den berömde psalmförfattaren Paul Gerhardt prost i staden.

## Befolkning
| 1875 | 5 207 |
| 1890 | 6 869 |
| 1910 | 8 071 |
| 1925 | 7 902 |
| 1933 | 7 854 |
| 1939 | 9 461 |
| 1946 | 9 028 |
| 1950 | 9 076 |
| 1964 | 7 411 |
| 1971 | 7 195 |

| 1981 | 6 224 |
| 1985 | 6 064 |
| 1989 | 5 800 |
| 1990 | 5 697 |
| 1991 | 5 584 |
| 1992 | 5 587 |
| 1993 | 5 576 |
| 1994 | 5 937 |
| 1995 | 6 522 |
| 1996 | 7 071 |

| 1997 | 7 589 |
| 1998 | 7 877 |
| 1999 | 8 220 |
| 2000 | 8 410 |
| 2001 | 8 536 |
| 2002 | 8 547 |
| 2003 | 8 640 |
| 2004 | 8 699 |
| 2005 | 8 664 |
| 2006 | 8 684 |

| 2007 | 8 663 |
| 2008 | 8 683 |
| 2009 | 8 710 |
| 2010 | 8 724 |
| 2011 | 8 658 |
| 2012 | 8 663 |

Detaljerade källor anges i Wikimedia Commons..

## Kultur och sevärdheter

### Museer

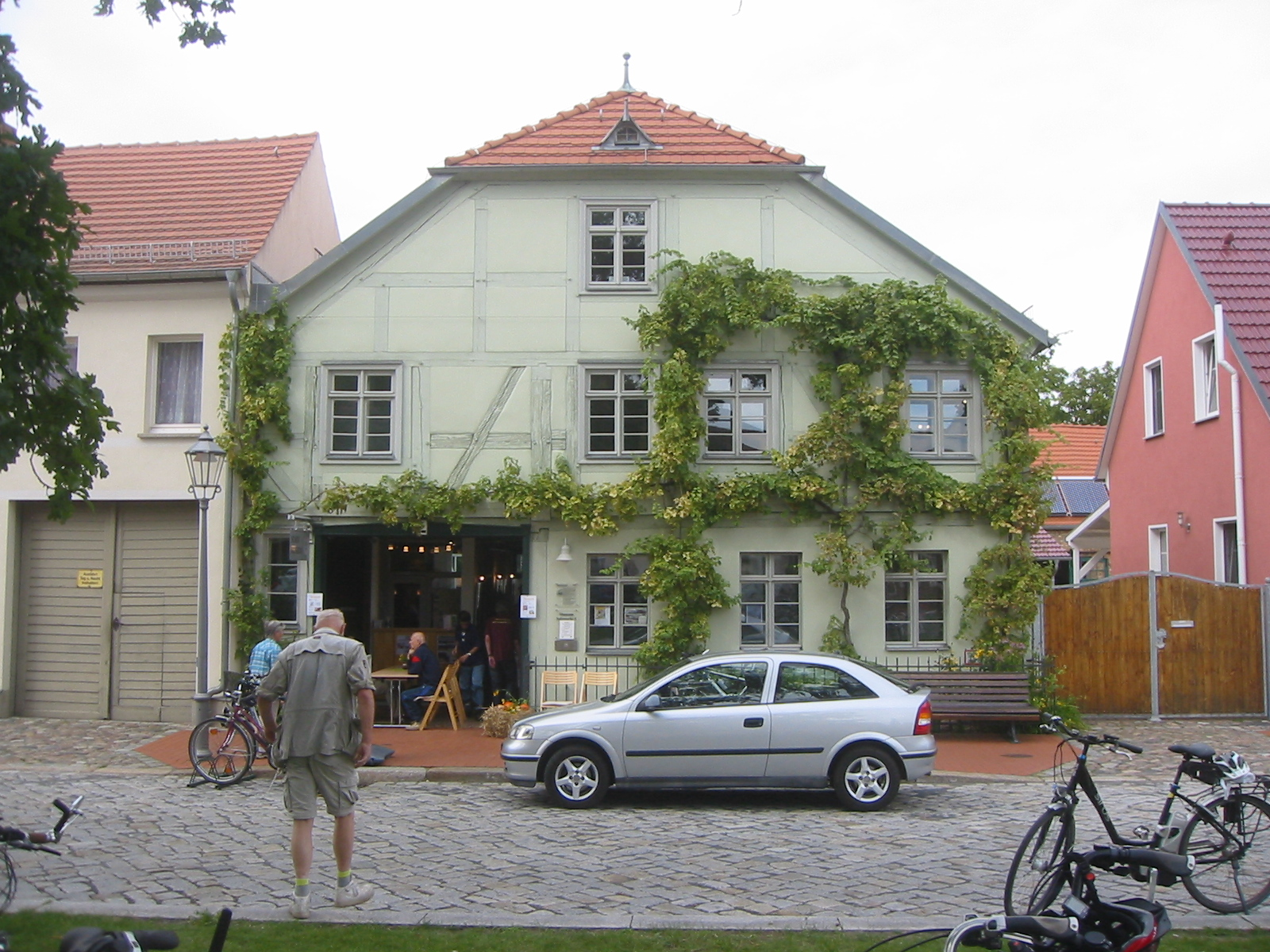
Hembygdsmuseet.

- Mittenwaldes hembygdsmuseum har bland annat en smedja, ett tidigare kök med öppen eldstad och en dockhussamling från 1800-talet. I museet finns också en utställning om Paul Gerhardt och stadens historia.

### Byggnadsminnen

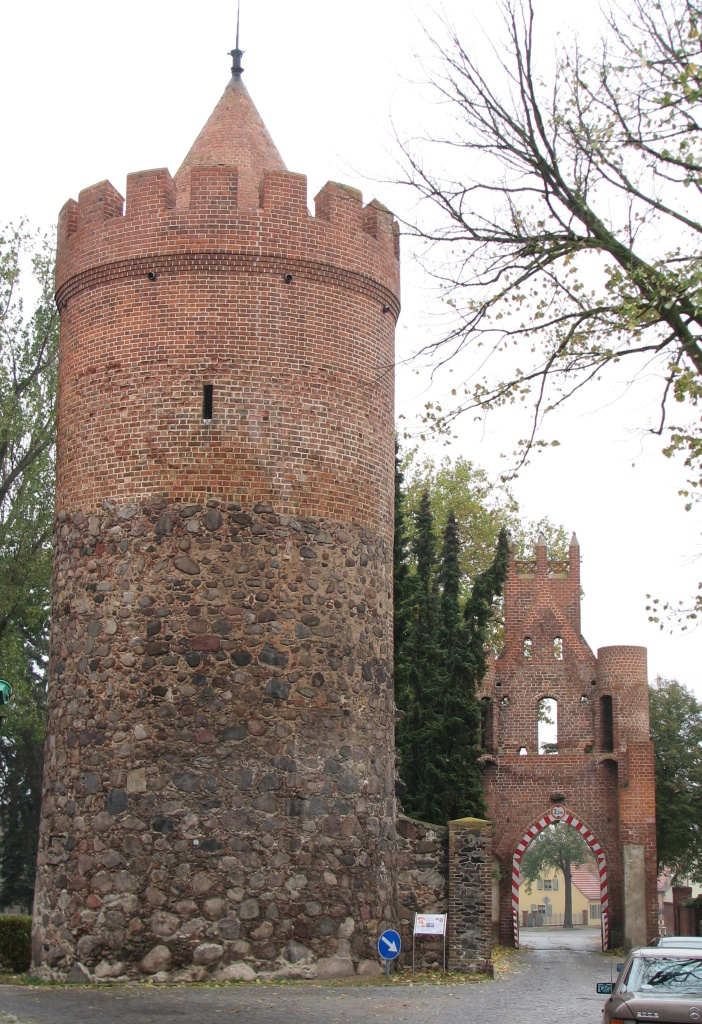
Pulverturm och Berliner Tor

- Pulverturm och Berliner Tor, torn respektive stadsport från den medeltida stadsmuren.
- Stadskyrkan Sankt Moritz, grundlagd på 1200-talet och fick sitt nuvarande nygotiska utseende efter en renovering på 1860-talet.
- Ludwig Yorck von Wartenburgs bostadshus på Yorckstrasse 45, uppfört 1806.
- Schenkendorfs slott, uppfört 1896 för förläggaren och affärsmannen Rudolf Mosse. Slottet har bland annat varit inspelningsplats för den danska TV-serien Örnen.

### Minnesmärken
- Paul Gerhardt-staty vid kyrkan.
- Minnesmärke över Friedrich Ludwig Jahn.

## Näringsliv
Mittenwaldes närhet till Berlin och motorvägen A13 har gjort orten attraktiv som logistikcentrum, och bland annat har Aldi Nord ett centrallager i Mittenwalde. Klädmärket Thor Steinar, i Tyskland känt genom sin association med högerextremism, har här sitt tyska huvudkontor under företagsnamnet MediaTex Gmbh.

## Kommunikationer
Förbundsvägen Bundesstrasse 246 (Neuwegersleben - Eisenhüttenstadt) leder genom orten och sammanbinder den västerut med Zossen och österut med Bestensee. Strax öster om staden finns flera påfarter till motorvägen A13.
De tidigare järnvägarna som sammanband Mittenwalde med stadsdelen Neukölln i Berlin, Zossen, Töpchin och Königs Wusterhausen är sedan 1970-talet nedlagda. Idag bedrivs endast turisttrafik med dressiner på delar av spåren, vilken utgår från järnvägsstationen Mittenwalde Ost.

## Kända Mittenwaldebor

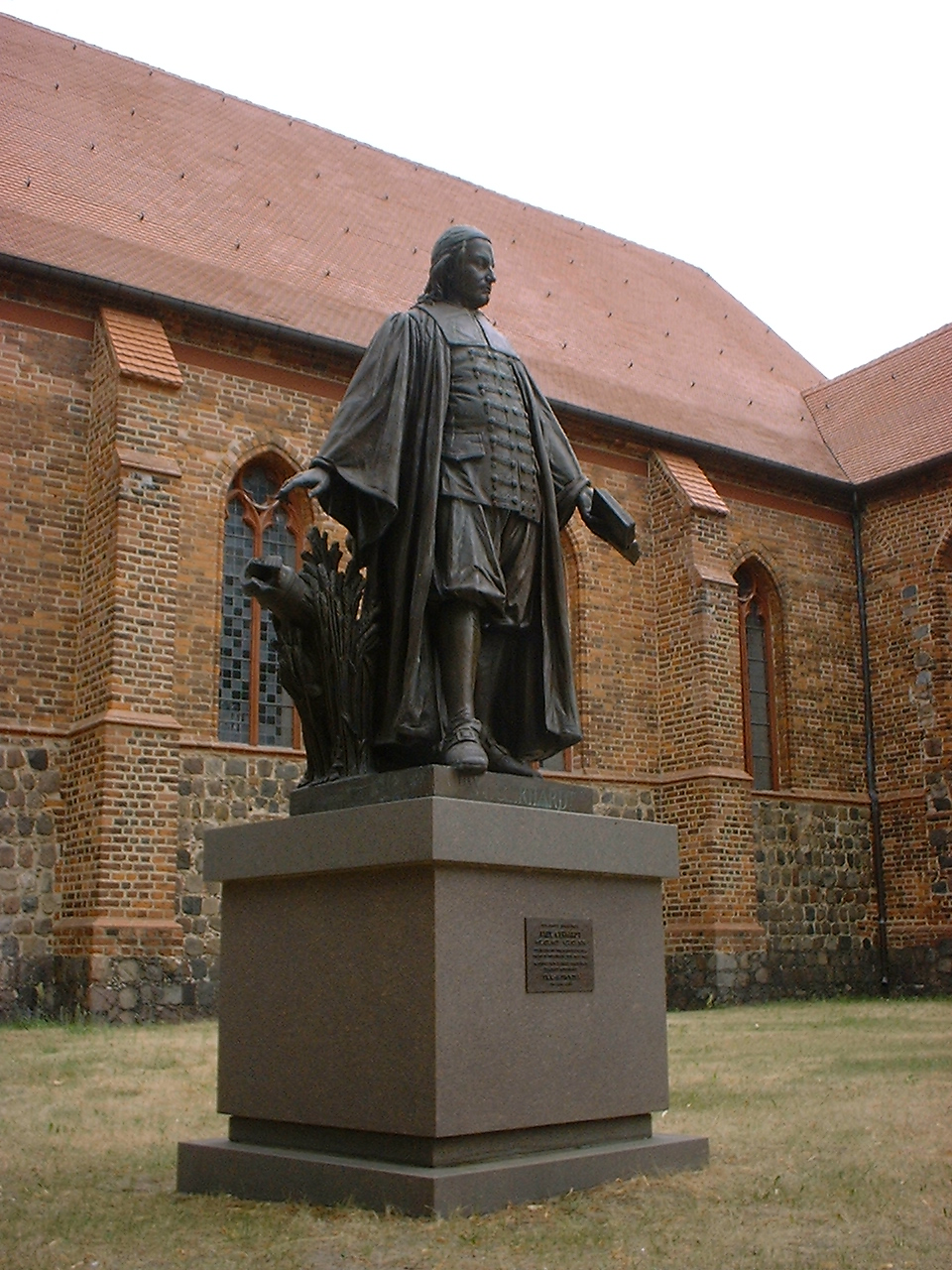
Paul Gerhardt-monumentet vid kyrkan

- Paul Gerhardt (1607–1676), teolog och psalmförfattare.
- Heinrich Theodor Rötscher (1803–1871), teaterkritiker.
- Ludwig Yorck von Wartenburg (1759–1830), preussisk fältmarskalk, var under en tid stationerad i Mittenwalde.
- Ottomar Rodolphe Vlad Dracula Prinz Kretzulesco (1940–2007), adopterad medlem av den rumänska adelssläkten Dracul, politiker och turistentreprenör.